# Demerácz János

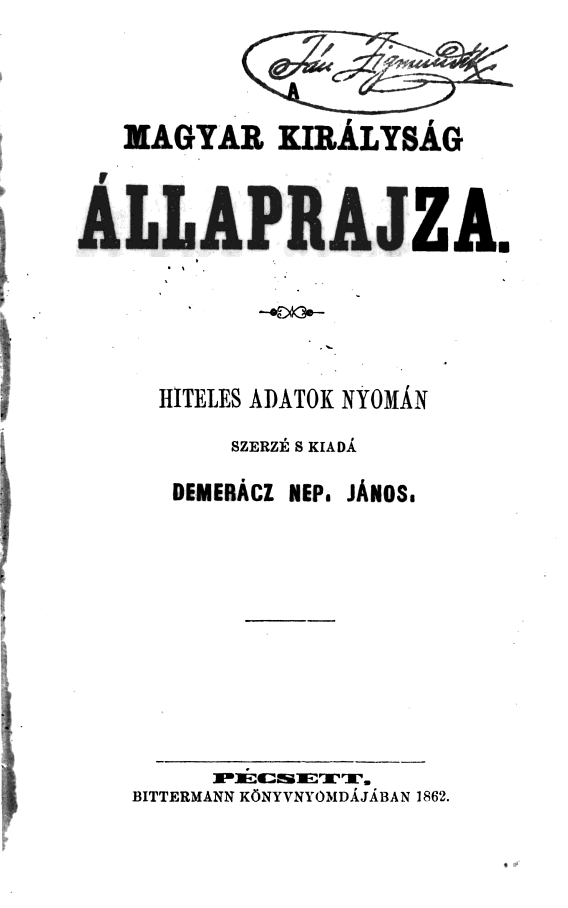
Demerácz János A magyar királyság állaprajza címet viselő, 1862-ben Pécsett, Bittermann könyvnyomdájában megjelent műve

Demerácz János (teljes nevén Demerácz Nepomuk János; ?–1860-as évek eleje / 1863?) magyar növendékpap, plébános, káplán, adminisztrátor és író.

## Élete és munkássága
Demerácz János születésének pontos ideje és helye ismeretlen. Egy ideig mint növendékpap tevékenykedett a pécsi püspöki egyházmegye területén. 1848-ban és környékén mint káplán dolgozott Csávoly falujában, majd 1851-ben – mint Ullich József (1794–1854) utódját – kinevezték plébánossá Zsablyán. Ebben a tisztségében egészen 1955-ig megmaradt, majd a rákövetkező évben, 1956-ban Halász Imre váltotta le őt. Ezt követően egyes források szerint az 1855 és 1874 közötti időszakban a napjainkban Szerbiához tartozó Bácsordas falunak az adminisztrátoraként munkálkodott.
Demerácz 1862-ben jelentette meg egyetlen nyomtatásban kiadott munkáját A magyar királyság állaprajza [Hiteles adatok nyomán szerzé s kiadá Demerácz Nep. János] cím alatt. Az összesen 248 oldalas mű ugyanabban az évben két helyen is megjelent: Nagykanizsán, Wajdits József (1834–1895) nyomdájában, valamint Pécsett, Bittermann könyvnyomdájában is kiadták a művet. A könyvnek megjelent egy második kiadása szintén a nagykanizsai Wajdits Józsefnél 1867-ben. A könyvet Demerácz János „nagyságos és főtisztelendő Sláby Ferencz urnak, pécsi székesegyházi kanonok és zsinati vizsgálónak, a hittudomány borostyánozottja és tanára, a pap s gyermeknövelde, nemkülönben az elaggott papok kormányzójának” ajánlta. Halálának körülményeire, valamint annak pontos idejére és helyére vonatkozó adatok bizonytalanok. Szinnyei József (1830–1913) bibliográfus Magyar írók élete és munkái címet viselő életrajzi jellegű forrásmunkájában azt írja, hogy elhunyta az 1860-as évek elejére tehető, más források szerint 1863 körül hunyt el. Az eredetijével megegyező, hasonmás kiadásban kötete 2012-ben is megjelent a Históriaantik Könyvkiadó gondozásában.